# Октябрський (Люберецький міський округ)
Октя́брський (рос. Октябрьский) — селище міського типу у складі Люберецького міського округу Московської області, Росія.

## Населення
Населення — 13165 осіб (2010; 10135 у 2002).